# スルタンの賛歌
スルタンの賛歌(Nashid as-Salaam as-Sultani)は、オマーンの国歌。1970年に制定され、1996年に改編された。
2020年カブース国王が崩御したことで一部歌詞が変わった